# Уилсон, Майкл Холкомб
Майкл Холкомб Уилсон (англ. Michael Holcombe Wilson; 4 ноября 1937, Торонто, Онтарио — 10 февраля 2019) — канадский финансист, государственный деятель и дипломат, компаньон ордена Канады и член Тайного совета королевы для Канады. Депутат Палаты общин от Прогрессивно-консервативной партии в 1979—1993 годах. Возглавлял ряд министерств в консервативных правительствах Канады, в том числе министерство финансов Канады с 1984 по 1991 год. В 2006—2009 годах посол Канады в США, в 2012—2018 годах канцлер Торонтского университета.

## Биография

### Ранние годы, начало финансовой и политической карьеры
Майкл Уилсон родился в Торонто в 1937 году и вырос в респектабельном районе Роуздейл. Окончил частный Колледж Верхней Канады. В 1955 году поступил в Тринити-колледж Торонтского университета, который окончил в 1959 году со степенью в области коммерции. В 1961 году поступил на работу в инвестиционную компанию Harris and Partners и с этого момента в течение 18 лет занимался финансовой деятельностью в области инвестиций в частных компаниях, за исключением двух лет (с 1964 по 1966 год) в качестве государственного служащего в Министерстве финансов Канады. В 1973—1979 годах занимал пост вице-президента брокерской фирмы Dominion Securities. По словам Энтони Фелла, его начальника в этой организации (действующей под эгидой Royal Bank of Canada), Уилсон создал себе репутацию безукоризненно порядочного человека, искренне заботящегося о клиентах.
В 1979 году избран депутатом Палаты общин от округа Этобико-Центр. В парламенте представлял Прогрессивно-консервативную партию и вошёл в правительство Джо Кларка в качестве госсекретаря по международной торговле. Этот правительственный кабинет, однако, оказался недолговечным, и уже в 1980 году консерваторов сменили у власти либералы во главе с Пьером Трюдо. В оппозиции Уилсон выполнял функции парламентского критика в экономических сферах, в том числе с сентября 1981 по март 1983 года — критика министерства финансов.

### Правительство Малруни
В 1983 году Уилсон был одним из кандидатов на место лидера Прогрессивно-консервативной партии, однако после низкого результата в первом круге голосования снял свою кандидатуру в пользу Брайана Малруни. Когда после победы на выборах 1984 года Малруни сформировал правительственный кабинет, Уилсон был назначен министром финансов.
Канадская энциклопедия пишет, что во главе министерства финансов Уилсон зарекомендовал себя как один из наиболее способных министров правительства Малруни. Он играл ключевую роль в предпринятой консерваторами реформе налоговой системы и в либерализации торговли с Соединёнными Штатами. Его наиболее заметным достижением было введение федерального налога на добавленную стоимость. Этот налог сменил существовавший ранее налог на продажи, взимавшийся с производителей и критиковавшийся экономистами за трудности в реализации и отрицательное влияние на международную конкурентоспособность канадских товаров. Новый налог встретил сопротивление в верхней палате парламента, и для его утверждения правительству в 1990 году пришлось воспользоваться старым законом, позволявшим премьер-министрам назначать дополнительных сенаторов. Несмотря на это, со временем он доказал свою жизнеспособность и стал одной из ключевых составляющих канадской экономики. Другим важным проектом Уилсона была дерегуляция таких коронных корпораций как Air Canada и Petro-Canada.
Уилсон оставался министром финансов до 1991 года. После этого он возглавил одновременно два министерства — только что учреждённое министерство промышленности, науки и технологий, а также вновь министерство международной торговли. К этому моменту полномочия министерства международной торговли были значительно расширены с целью повышения конкурентоспособности Канады на международных рынках. В 1991—1992 годах Уилсон был активным участником трёхсторонних переговоров с США и Мексикой, окончившихся подписанием Североамериканского соглашения о свободной торговле.

### Дальнейшая карьера
Уилсон занимал оба министерских поста до поражения консерваторов на выборах 1993 года. На этих выборах он не выставлял свою кандидатуру и после них вернулся к работе в частном финансовом секторе. Он возглавил собственную фирму по финансовому менеджменту и консультациям Michael Wilson International, а позже занимал руководящие посты в Royal Bank of Canada, UBS Canada и Barclays Capital Canada.
С 2003 по 2006 год занимал пост канцлера своей альма-матер — Тринити-колледжа. В 2006 году премьер-министр Стивен Харпер назначил Уилсона послом Канады в США. Уилсон оставался в этой должности до 2009 года. В 2012 году он был избран канцлером Торонтского университета и занимал этот пост два срока.
Сын Майкла Уилсона Камерон, с начала 1990-х годов страдавший от тяжёлой депрессии, покончил с собой в 1995 году в возрасте 29 лет. С тех пор Уилсон-отец принимал активное участие в просветительской деятельности в области психических заболеваний и с середины 2010-х годов возглавлял Канадскую комиссию по психическому здоровью. Среди других общественных организаций, в работе которых он участвовал, — Центр аддикции и психического здоровья и Канадское нейробиологическое партнёрство. В 2000 году безуспешно баллотировался в Палату общин от Партии природного закона. Умер от рака в феврале 2019 года в возрасте 81 года.
За заслуги перед государством и обществом, как в качестве министра и дипломата, так и в качестве активиста движения по распространению знаний о психических расстройствах, Майкл Уилсон в 2003 году произведён в офицеры, а в 2010 году — в компаньоны ордена Канады. Он также был членом Тайного совета королевы для Канады.